# Protankyra grayi
Protankyra grayi är en sjögurkeart som beskrevs av Pawson 1967. Protankyra grayi ingår i släktet Protankyra och familjen masksjögurkor. Inga underarter finns listade i Catalogue of Life.